# Grand Prix Formule 1 van Maleisië 2002
De Grand Prix Formule 1 van Maleisië 2002 werd gehouden op 17 maart 2002 op het Sepang International Circuit in Sepang.

## Verslag
In de eerste bocht kwamen Michael Schumacher en Juan Pablo Montoya met elkaar in botsing.
Schumacher kon naar de pits om zijn voorvleugel te vervangen en Montoya kreeg een drive-through penalty.
Dit gaf Ralf Schumacher ruim baan om naar de overwinning te rijden, voor Montoya.  Michael Schumacher wist in de laatste ronde Jenson Button nog te passeren, die met problemen aan zijn wielophanging kampte.  

## Uitslag
| Positie | Nummer | Rijder                | Team               | Ronden | Tijd/Opgave     | Startplaats | Punten |
| ------- | ------ | --------------------- | ------------------ | ------ | --------------- | ----------- | ------ |
| 1       | 5      | Ralf Schumacher       | Williams - BMW     | 56     | 1:34:12.912     | 4           | 10     |
| 2       | 6      | Juan Pablo Montoya    | Williams - BMW     | 56     | +39.700         | 2           | 6      |
| 3       | 1      | Michael Schumacher    | Scuderia Ferrari   | 56     | +1:01.795       | 1           | 4      |
| 4       | 15     | Jenson Button         | Renault            | 56     | +1:09.767       | 8           | 3      |
| 5       | 7      | Nick Heidfeld         | Sauber - Petronas  | 55     | +1 Ronde        | 7           | 2      |
| 6       | 8      | Felipe Massa          | Sauber - Petronas  | 55     | +1 Ronde        | 14          | 1      |
| 7       | 25     | Allan McNish          | Toyota             | 55     | +1 Ronde        | 19          |        |
| 8       | 11     | Jacques Villeneuve    | BAR-Honda          | 55     | +1 Ronde        | 13          |        |
| 9       | 10     | Takuma Sato           | Jordan - Honda     | 54     | +2 Rondes       | 15          |        |
| 10      | 17     | Pedro de la Rosa      | Jaguar Racing      | 54     | +2 Rondes       | 17          |        |
| 11      | 20     | Heinz-Harald Frentzen | Arrows - Cosworth  | 54     | +2 Rondes       | 11          |        |
| 12      | 24     | Mika Salo             | Toyota             | 53     | +3 Rondes       | 10          |        |
| 13      | 9      | Giancarlo Fisichella  | Jordan-Honda       | 53     | +3 Rondes       | 9           |        |
| Ret     | 2      | Rubens Barrichello    | Scuderia Ferrari   | 39     | Motor           | 3           |        |
| Ret     | 23     | Mark Webber           | Minardi            | 34     | Elektrisch      | 21          |        |
| Ret     | 16     | Eddie Irvine          | Jaguar Racing      | 30     | Hydrauliek      | 20          |        |
| Ret     | 22     | Alex Yoong            | Minardi            | 29     | Versnellingsbak | 22          |        |
| Ret     | 4      | Kimi Räikkönen        | McLaren - Mercedes | 24     | Motor           | 5           |        |
| Ret     | 21     | Enrique Bernoldi      | Arrows - Cosworth  | 20     | Benzine         | 16          |        |
| Ret     | 3      | David Coulthard       | McLaren - Mercedes | 15     | Motor           | 6           |        |
| Ret     | 12     | Olivier Panis         | BAR-Honda          | 9      | Koppeling       | 18          |        |
| Ret     | 14     | Jarno Trulli          | Renault            | 9      | Oververhitting  | 12          |        |

## Wetenswaardigheden
- Eerste punt: Felipe Massa.
- Alex Yoong reed zijn eerste en laatste thuisrace.

## Statistieken
| Snelste ronde | Juan Pablo Montoya | Williams-BMW | 1:38.049 |

## Noot
- Dit was de vijfde Grand Prix-start voor een Maleisische coureur.

1999 · 2000 · 2001 · 2002 · 2003 · 2004 · 2005 · 2006 · 2007 · 2008 · 2009 · 2010 · 2011 · 2012 · 2013 · 2014 · 2015 · 2016 · 2017